# Alberto da Baiso
Alberto da Baiso (fl. 1428 bis 1451) war ein italienischer Holzschnitzer.
Alberto da Baiso war ein Sohn des Holzschnitzers Tommasino da Baiso und Bruder von Arduino da Baiso. Er vollendete von 1428 bis 1431 mit seinem Bruder das von ihrem Vater begonnene Chorgestühl von San Francesco in Ferrara. Von 1430 bis 1451 ist er in Venedig nachweisbar. 1450 arbeitete er mit seinem Bruder an Figuren des Petrus und Paulus für den Portalgiebel der Sakristei des bischöflichen Palastes in Ferrara.